# Berthold Oppenheim
Berthold Oppenheim (29. července 1867 Ivančice – 1942 Treblinka) byl olomoucký rabín zavražděný ve vyhlazovacím táboře Treblinka.

## Životopis
Berthold Oppenheim se narodil 29. července 1867 v Ivančicích, kde jeho otec, Joachim Heinrich Oppenheim, od roku 1860 působil jako rabín. Roku 1868 se rodina přestěhovala do Toruni (Prusko, dnes Polsko). Berthold Oppenheim zde v letech 1874–1884 navštěvoval v šestileté gymnázium a poté studoval filologii, filosofii, orientalistiku a historii v Židovském teologickém semináři ve Vratislavi a na vratislavské a berlínské univerzitě. Po získání doktorátu z filosofie roku 1891 působil krátce jako rabín v Miroslavi a roku 1892 byl zvolen prvním rabínem nově zřízené židovské náboženské obce v Olomouci.
Roku 1894 dal rabín Oppenheim podnět k postavení synagogy v Olomouci, která byla dokončena v roce 1897.
Roku 1906 se stal zakládajícím členem Svazu Moravsko-slezských rabínů, který byl založen téhož roku v Přerově. Oppenheim byl zvolen místopředsedou. Pravidelně se zúčastňoval jeho zasedání a 28. května 1908 zorganizoval konferenci Svazu, která se konala v Německém kasinu v Olomouci.

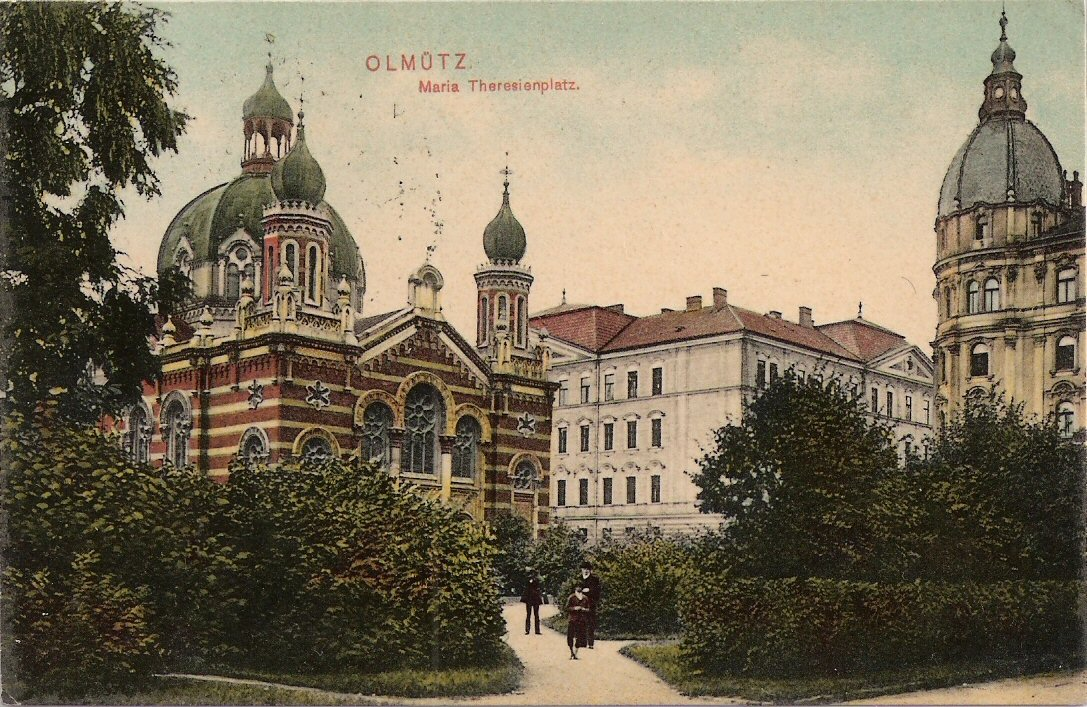
Olomoucká synagoga, vystavěná r. 1897, na jejímž vzniku se rb. Berhold Oppenheim aktivně podílel.

V roce 1918, poté co se loštický rabín Izrael Günzig odstěhoval do Antverp, převzal Oppenheim i funkci loštického rabína. Působil také jako člen asi desetičlenné Rady židovských obcí.
Na olomouckém německém gymnáziu vyučoval hebrejštinu a založil spolek na podporu chudých židovských studentů. Působil také v židovském pohřebním bratrstvu.
V roce 1932 navštívil Berthold Oppenheim ve svých 65 letech Zemi izraelskou. Splnil se mu tak jeho celoživotní sen.
Oppenheim sloužil jako olomoucký rabín prakticky po celý čas předválečné existence olomoucké židovské obce až do roku 1939. V roce 1940 jej nahradil rabín Ernst Reich.

## Deportace a smrt
Dne 8. července 1942 nastoupil Berthold Oppenheim do transportu AAo z Olomouce do koncentračního tábora Terezín a 15. října téhož roku byl transportem Bv (tazvaným „transportem starých“) deportován do Polska do vyhlazovacího tábora Treblinka, kde byl téhož roku zavražděn.

## Pamětní deska
V roce 1974 nechal synagogální sbor v Olomouci zhotovit rabínu Oppenheimovi pamětní desku, jež byla umístěna na olomouckém židovském hřbitově na náhrobku jeho matky Helene Oppenheimové (1839–1929). Deska se nachází při pravé stěně hřbitovní kaple.

## Stolperstein

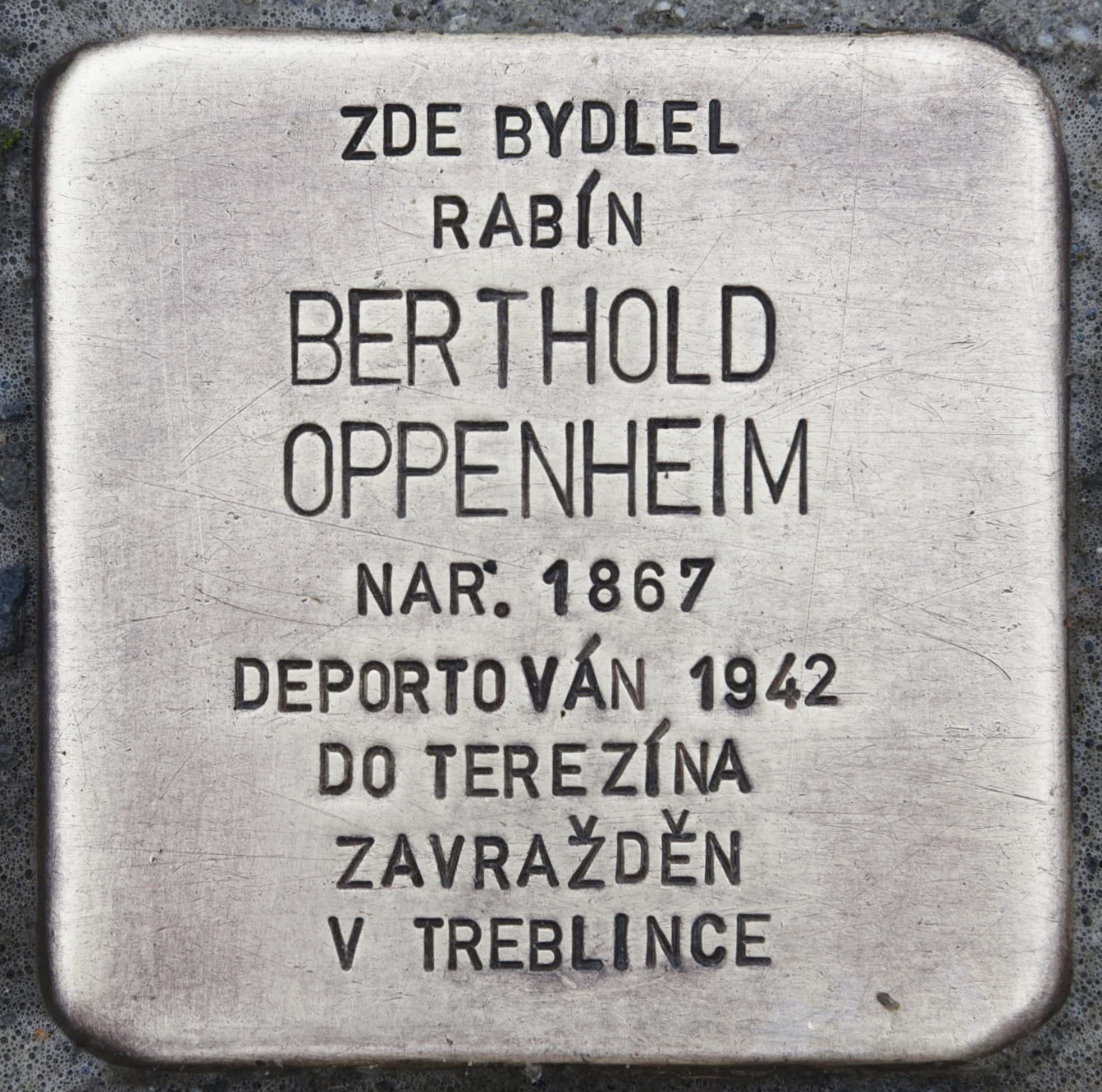
Kámen zmizelých, položen: 2012, třída Svobody 24 (zbořeno), Olomouc, rabín Berthold Oppenheim

Kameny zmizelých rabína Bertholda Oppenheima a jeho manželky se od roku 2012 nacházejí před číslem 24 na třídě Svobody v Olomouci.

Zde bydlel

rabín

Berthold Oppenheim

nar. 1867

deportován 1942

do Terezína

zavražděn

v Treblince